# Gene Gauntier
Gene Gauntier, właściwie Genevieve Liggett (ur. 17 maja 1885 w Kansas City, zm. 1966 w Cuernavaca w Meksyku) – amerykańska pionierka kina, scenarzystka i aktorka, reżyserka filmu Grandmother, producentka filmowa, dziennikarka i pisarka. Jedna z największych gwiazd kina niemego. Pozwana w jednym z pierwszych procesów związanych z naruszeniem praw autorskich, który ustanowił praktykę sądową w USA w kwestiach związanych z prawami autorskimi w kinie.

## Życiorys
Początkowo pracowała jako aktorka teatralna. W 1906 roku po raz pierwszy pojawiła się w filmie – zagrała kobietę wrzuconą do rzeki w filmie The Paymaster. Przez pierwsze lata współpracowała z nowojorską firmą Kalem Film Company. Od 1907 roku rozpoczęła pisanie scenariuszy dla niej, adaptując klasyczne dzieła literackie.
Była m.in. autorką scenariusza do 10-minutowego filmu Ben-Hur, będącego adaptacją powieści o tym samym tytule. Ponieważ kwestia praw autorskich do ekranizacji była całkowicie nieuregulowana, wydawca książki pozwał Kalem Film Company za ich naruszenie. Sądownictwo amerykańskie miało problem z rozsądzeniem sprawy ze względu na to, że film był ówcześnie jeszcze nowym medium. Sprawa toczyła się przez kilka lat i zakończyła się ostatecznie wyrokiem Sądu Najwyższego, który uznał firmę Kalem za winną i skazał ją na karę w wysokości 25000 dolarów, co było ówcześnie bardzo wysoką sumą. Werdykt ten ustanowił praktykę sądową w kwestiach związanych z prawami autorskimi w przemyśle filmowym w USA.
Gauntier współpracowała z firmą Kalem aż do 1912 roku (z krótką przerwą na współpracę z firmą Biograph). W 1912 roku wraz z Sidneyem Olcottem założyła wytwórnię filmową Gauntier Feature Players, która działała do 1915 roku. Później Gauntier i Olcott przyłączyli się do wytwórni Universal. W 1918 roku rozpoczęła pracę jako korespondentka wojenna. Po wojnie zajmowała się krytyką filmową. W 1928 roku napisała autobiografię Blazing the Trail, a w 1933 – powieść Sporting Lady.

## Wybrana filmografia

### Aktorstwo
- Skarbnik (1906)
- Dolly the Circus Queen (1907)
- The Adventures of a Girl Spy (1908)
- The Girl Spy: An Incident of the Civil War (1909)
- The Castaways (1910)
- In Old Florida (1911)
- From the Manger to the Cross (1912)
- The Vagabonds (1912)
- An Arab Tragedy (1912)
- Lady Peggy Escapes (1913)
- Gene of the Northland (1915)

### Scenariusz
- Ben Hur (1907)
- The Adventures of a Girl Spy (1908)
- Grandmother (1909)
- The Girl Spy: An Incident of the Civil War (1909)
- A Lad from Old Ireland (1910)
- Captured by the Beduins (1911)
- From the Manger to the Cross (1912)
- Lady Peggy Escapes (1913)
- A Daughter of the Confederacy (1913)
- A Celebrated Case (1914)
- Gene of the Northland (1915)

### Reżyseria
- Grandmother (1909)